# The Love of Richard Nixon
The Love of Richard Nixon è un singolo del gruppo musicale gallese Manic Street Preachers, pubblicato nel 2004 ed estratto dal loro settimo album in studio Lifeblood.

## Tracce
CD 1 (UK)
1. The Love of Richard Nixon
2. Everyone Knows/Nobody Cares

CD 2 (UK)
1. The Love of Richard Nixon
2. Everything Will Be
3. Askew Road
4. The Love of Richard Nixon